# EVER 스타리그 2008

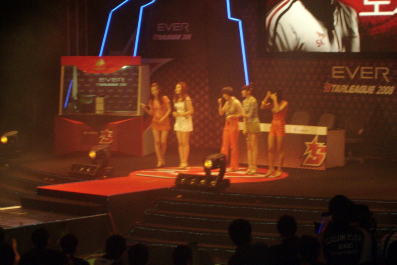
EVER 스타리그 2008 결승전 축하무대에 온 원더걸스

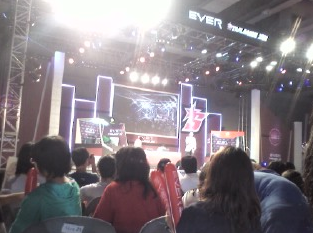
EVER 스타리그 2008 대구 투어

EVER 스타리그 2008은 2008년에 진행된 스타리그이다.

## 리그기간
- 2008년 4월 16일 ~ 2008년 7월 12일

## 대회 개요
- 스폰서 캐치프레이즈 : 더하는 즐거움, 함께 나누는 감동 EVER

### 후원
- 스타리그의 후원은 KTFT의 EVER가 2004, 2005, 2007 시즌에 이어 네 번째 후원이다. KTFT의 원유창 마케팅 본부장은 “2004, 2005, 2007년에 이어 올해로 4번째 ‘EVER 스타리그’를 후원하게 됐다”며 “기존에 스타리그를 진행해왔던 온게임넷의 노하우와 KTFT의 젊은 감각이 어울러져 최고의 대회가 될 것으로 기대한다”고 대회 후원에 대한 소감을 밝혔다.[1]

### 대회 방식
- EVER 스타리그 2008부터는 1차 본선과 2차 본선에 걸쳐 총 2번의 스타리그 본선이 진행되었다. 듀얼토너먼트가 1차 본선으로 변경하여 스타챌린지에서 선발된 12명의 선수와 지난 시즌 탈락자 12명이 원데이 듀얼 방식으로 치열한 대결을 펼치고, 여기서 선발된 선수 12명과 지난 대회 시드 4명 등 총 16명이 조지명식을 거쳐 4개조 조별 풀리그 방식으로 스타리그 2차 본선을 진행한다.

- 2차 본선은 기존 스타리그 16강 방식과 동일하다.

### 출전 선수
| 구분 | 종족     | 명 | 이름                                                           |
| 24강 | 테란     | 8  | 김동건 김성기 박성균 서지훈 신희승 염보성 이윤열 한동욱        |
| 24강 | 저그     | 7  | 고석현 김준영 마재윤 박찬수 박성준 윤종민 이제동               |
| 24강 | 프로토스 | 9  | 김민제 도재욱 박대만 박영민 손찬웅 안기효 오영종 임원기 허영무 |
| 16강 | 테란     | 4  | 박성균 염보성 이영호 이윤열                                    |
| 16강 | 저그     | 5  | 김준영 박명수 박성준 박찬수 윤종민                             |
| 16강 | 프로토스 | 7  | 김택용 도재욱 박영민 손찬웅 송병구 안기효 허영무               |

### 대회 일정
- 대회 일정은 ‘병렬’에서 ‘직렬’로 바뀌었다.기존에는 스타리그 본선일정과 동시해 차기 대회 선수 선발을 위한 예선전을 병행해 왔으나, EVER 스타리그 2008에서는 본선을 진행하면서 예선전을 병행하는 방식을 폐지했다.

- 1차 본선:2008년 4월 16일 ~ 5월 2일 매주 수요일, 금요일
- 16강 조지명식:5월 9일
- 16강:5월 14일 ~ 6월 6일 매주 수요일, 금요일
- 8강:6월 13일, 6월 20일
- 4강:6월 27일, 7월 4일
- 결승:7월 12일

### 방송시간
- 16강은 지난 시즌과 똑같이 수요일, 금요일 방송 체계를 지속했으며, 8강부터는 리그의 무게감을 더하기 위해 매주 금요일에만 경기가 진행되었다. 또한, 스타리그 방송 시간대를 저녁 6시 30분으로 통일해 혼란이 없게 했다.

### 상금
- 우승 - 4000만원
- 준우승 - 2000만원

### 경기장
- 본선 - 용산 이스포츠 상설 경기장
- 8강 투어 - 대구 엑스코
- 결승 - 인천 삼산월드체육관

## 맵
- 1차 본선 : 1경기, 2경기는 스타리그 신 맵인 화랑도, 승자전과 패자전은 프로리그 맵인 안드로메다, 최종전은 지난 스타리그 맵인 트로이가 사용되었다.
- 2차 본선 : 트로이, 화랑도, 안드로메다, 오델로가 사용되었으며, 16강은 노동환 방식으로 추첨하였고, 8강부터는 추첨으로 맵 순서가 결정되었다.

## 리그 BGM
- 1라운드, 2라운드 오프닝 : Donots - Pills & Kisses

- 오프닝멘트 : Donots - Next To You

- Today Match & Next Week : Firewind - Maniac

- 최근 10경기 : Firewind - "Into the Fire"

- 선수소개 : SImple Plan - Take My Hand

- 선수세팅 : Good charlotte - Girls & Boys (부정확 정보로 추정됨. 정확한 확인 필요.)

- 경기시작전 : Testament - Down For Life

- 경기종료후 : Testament - D.N.R

- 결승전 예고 : Uffie - Pop The Glock (Sebastian remix)

- 결승전 오프닝 : Uffie - Pop the Glock[Remix - Ben Lukas Boysen]

## 본선 진출자 분포
‘*’은 16강 시드 진출자이다.
종족별 분포
- 테란 (9) - *이영호, 김동건, 김창희, 박성균, 서지훈, 신희승, 염보성, 이윤열, 한동욱
- 저그 (8) - *박명수, 고석현, 김준영, 마재윤, 박찬수, 박성준, 윤종민, 이제동
- 프로토스 (11) - *송병구, *김택용, 김민제, 도재욱, 박대만, 박영민, 손찬웅, 안기효, 오영종, 임원기, 허영무

팀별 분포
- SK텔레콤 (3) - *김택용, 도재욱, 윤종민
- 온게임넷 (4) - *박명수, 임원기, 김창희, 박명수
- STX (2) - 박성준, 김민제
- 삼성전자 (3) - *송병구, 김동건, 허영무
- 이스트로 (1) - 신희승
- 르까프 (3) - 이제동, 손찬웅, 오영종
- 한빛 (0) -
- KTF (1) - *이영호
- 위메이드 (4) - 한동욱, 이윤열, 박성균, 안기효
- CJ (4) - 김준영, 마재윤, 박영민, 서지훈
- 공군 (1) - 박대만
- MBC게임 (2) - 고석현, 염보성

## 스타 챌린지 리그

### 본선진출자
| A조    | B조    | C조    | D조    | E조    | F조    | G조    | H조    | I조    |
| ------ | ------ | ------ | ------ | ------ | ------ | ------ | ------ | ------ |
| 임원기 | 서경종 | 허영무 | 고석현 | 박대만 | 윤용태 | 박성균 | 김준영 | 변형태 |
| J조    | K조    | L조    | M조    | N조    | O조    | P조    | Q조    | R조    |
| 오영종 | 한동욱 | 김민제 | 박종수 | 임재덕 | 박태민 | 박지수 | 김창희 | 신정민 |

### 결과
| 조  | Match1 | Match1 | Match2 | Match2 | 승자전 | 승자전 | 패자전 | 패자전 | 최종전 | 최종전 | 최종전 | 최종전 |
| A조 | 윤용태 | 장육   | 김민제 | 한동욱 | 김민제 | 윤용태 | 한동욱 | 장육   | 한동욱 | 윤용태 |        |        |
| B조 | 박종수 | 이윤열 | 김창희 | 서경종 | 김창희 | 박종수 | 이윤열 | 서경종 | 이윤열 | 박종수 |        |        |
| C조 | 박태민 | 신희승 | 임원기 | 변형태 | 임원기 | 박태민 | 신희승 | 변형태 | 신희승 | 박태민 |        |        |
| D조 | 진영수 | 고석현 | 박성균 | 신정민 | 박성균 | 진영수 | 고석현 | 신정민 | 고석현 | 진영수 |        |        |
| E조 | 김상욱 | 박대만 | 김준영 | 박지수 | 김준영 | 김상욱 | 박대만 | 박지수 | 박대만 | 김상욱 |        |        |
| F조 | 허영무 | 임재덕 | 오영종 | 전상욱 | 허영무 | 오영종 | 전상욱 | 임재덕 | 오영종 | 전상욱 |        |        |

## 24강 (1차 본선)
- 원데이 듀얼방식으로 진행하였으며, 승자전과 최종전에 승리하는 선수가 16강에 진출했으며, 패자전과 최종전에 패배한 선수는 오프라인 예선으로 떨어지는 방식이다.
- 시드자는 자동 16강에 진출한다.
  - 그러므로 24강은 시드자를 제외한 모든 선수들이 경기를 치른다.

| 조  | Match1 | Match1 | Match2 | Match2 | 승자전 | 승자전 | 패자전 | 패자전 | 최종전 | 최종전 |
| A조 | 이제동 | 한동욱 | 손찬웅 | 김준영 | 한동욱 | 김준영 | 이제동 | 손찬웅 | 한동욱 | 손찬웅 |
| B조 | 도재욱 | 이윤열 | 마재윤 | 임원기 | 도재욱 | 임원기 | 이윤열 | 마재윤 | 임원기 | 이윤열 |
| C조 | 박영민 | 고석현 | 윤종민 | 김창희 | 고석현 | 윤종민 | 박영민 | 김창희 | 고석현 | 박영민 |
| D조 | 김동건 | 오영종 | 박성준 | 박성균 | 김동건 | 박성준 | 오영종 | 박성균 | 김동건 | 박성균 |
| E조 | 염보성 | 박대만 | 서지훈 | 허영무 | 염보성 | 허영무 | 박대만 | 서지훈 | 염보성 | 박대만 |
| F조 | 안기효 | 신희승 | 박명수 | 김민제 | 안기효 | 박명수 | 신희승 | 김민제 | 안기효 | 김민제 |

## 16강
- 16강 조지명식에 따라 결정된 조에 따라서 한 선수가 1경기씩 총 3경기를 펼치게 되며, 한 조로 볼 때 총 6경기를 치르게 된다.

| A조    | A조     | B조    | B조     | C조    | C조     | D조    | D조     |
| ------ | ------- | ------ | ------- | ------ | ------- | ------ | ------- |
| 이영호 | 3승 0패 | 송병구 | 1승 2패 | 박찬수 | 2승 1패 | 김택용 | 1승 2패 |
| 김준영 | 0승 3패 | 허영무 | 1승 2패 | 박성준 | 2승 1패 | 박성균 | 1승 2패 |
| 안기효 | 2승 1패 | 도재욱 | 3승 0패 | 박명수 | 1승 2패 | 박영민 | 2승 1패 |
| 염보성 | 1승 2패 | 이윤열 | 1승 2패 | 윤종민 | 1승 2패 | 손찬웅 | 2승 1패 |

### 재경기
상위/하위 3인의 승패가 동률인 경우에는 삼자재경기를 통해 올라갈 선수를 가리게 된다.
| B조    | B조     |
| ------ | ------- |
| 송병구 | 0승 1패 |
| 허영무 | 2승 0패 |
| 이윤열 | 0승 1패 |

## 8강 ~
|  | 8강전  | 8강전  |        |   | 준결승전 | 준결승전 |  |  | 결승전 | 결승전 |
|  |        |        |        |   |          |          |  |  |        |        |
|  |        |        |        |   |          |          |  |  |        |        |
|  |        |        |        |   |          |          |  |  |        |        |
|  | 이영호 | 0      |        |   |          |          |  |  |        |        |
|  | 이영호 | 0      |        |   |          |          |  |  |        |        |
|  | 박찬수 | 2      |        |   |          |          |  |  |        |        |
|  | 박찬수 | 2      | 도재욱 | 3 |          |          |  |  |        |        |
|  |        |        | 도재욱 | 3 |          |          |  |  |        |        |
|  |        | 박찬수 | 2      |   |          |          |  |  |        |        |
|  | 도재욱 | 박찬수 | 2      | 2 |          |          |  |  |        |        |
|  | 도재욱 |        |        | 2 |          |          |  |  |        |        |
|  | 박영민 | 0      |        |   |          |          |  |  |        |        |
|  | 박영민 | 0      | 도재욱 | 0 |          |          |  |  |        |        |
|  |        |        | 도재욱 | 0 |          |          |  |  |        |        |
|  |        | 박성준 | 3      |   |          |          |  |  |        |        |
|  | 박성준 | 박성준 | 3      | 2 |          |          |  |  |        |        |
|  | 박성준 |        |        | 2 |          |          |  |  |        |        |
|  | 안기효 | 0      |        |   |          |          |  |  |        |        |
|  | 안기효 | 0      | 박성준 | 3 |          |          |  |  |        |        |
|  |        |        | 박성준 | 3 |          |          |  |  |        |        |
|  |        | 손찬웅 | 1      |   |          |          |  |  |        |        |
|  | 손찬웅 | 손찬웅 | 1      | 2 |          |          |  |  |        |        |
|  | 손찬웅 |        |        | 2 |          |          |  |  |        |        |
|  | 허영무 | 1      |        |   |          |          |  |  |        |        |
|  | 허영무 | 1      |        |   |          |          |  |  |        |        |

## 우승
| EVER 스타리그 2008 우승                         |
| ----------------------------------------------- |
| 박성준 (세 번째 우승, 제 2대 골든마우스 수상자) |

## 특이사항
- 온게임넷 스타리그 중 유일한 28강[2] 대회
- 오프닝과 방송 컨셉을 사이키 델릭으로 잡음
- 1차 본선(스타챌린지)과 2차 본선을 나누어서 경기함
- 1차 본선에서 탈락하면 예선으로 직행하고, 2차 본선 진출시 차기 시즌 1차 본선 자동 진출
- 수요일은 7시 30분, 금요일은 6시 30분 경기
- 백두대간 이후 오랜만에 앞마당에 가스가 없는 맵이 등장 (화랑도)
- EVER(KTFT)의 프로리그 포함 5번째 리그 후원
- Mycube 스타리그 이후 테란 4강진출 실패 (4강 박찬수 vs 도재욱, 박성준 vs 손찬웅)
- 스타리그 사상 조지명식에 동족전제한 폐지
- 스타리그 사상 첫 특정 팀 소속 선수가 같은 팀 소속 선수를 지명 (송병구가 허영무를 지명)
- 스타리그 사상 첫 저그가 같은조,동족으로만 구성된 조가 생기게 됨 (종족배분원칙 폐지) (C조:박명수, 박성준, 박찬수, 윤종민)
- 1차본선 맵 순서
  - 1, 2경기 : 화랑도
  - 승자, 패자전 : Andromeda
  - 최종전 : Troy
- 2차본선에서 16강 조별풀리그 맵 공개추첨 진행
- 프로토스 대 저그전에서 프로토스의 최초이자 마지막 역스윕 (4강 도재욱 vs 박찬수)
- SK텔레콤 T1선수로는 2년 만에 스타리그 결승 진출 (도재욱) (신한은행 스타리그 05,06 최연성 (현 아프리카 프릭스 리그 오브 레전드 프로게임단 감독 이후)
- 저그 최초의 골든마우스 수상자 탄생 (박성준)
- 2006년 이윤열 이후 2년 만의 2번째 골든마우스 수상자 탄생. (박성준)
- STX Soul 개인전 첫우승(박성준)
- 손찬웅 화승선수로는 3번째 4강진출한 선수(오영종-이제동-손찬웅)
- 8강투어 장소 :대구 엑스코
- 결승 장소 : 인천 삼산월드체육관 [초대가수 : 원더걸스]

## 대회 결과
- 우승 박성준, 준우승 도재욱, 3위 박찬수 · 손찬웅

## 사용 맵 정보
| 종족   | Troy | 화랑도 | Andromeda | Othello |
| ------ | ---- | ------ | --------- | ------- |
| 인원   | 4    | 2      | 4         | 4       |
| P vs Z | 3:1  | 2:6    | 2:5       | 1:2     |
| Z vs T | 1:0  | 2:2    | 3:1       | 0:1     |
| T vs P | 3:3  | 2:5    | 2:5       | 1:1     |
| Z vs Z | 2번  | 2번    | 2번       | 1번     |
| T vs T | 1번  | 0번    | 1번       | 0번     |
| P vs P | 3번  | 3번    | 4번       | 4번     |